# Между приливите
„Между приливите“ (на английски: Between the Tides) е британски късометражен документален филм от 1959 година.

## Сюжет
Внимание:  Текстът по-долу разкрива сюжета на произведението (или части от него)!
Филмът представя живота на животни и растения на западния бряг на Великобритания. Скалите, които се мият в морето са атрактивни за туристите, но са и дом на богата флора и фауна. Лентата показва страхотни плажни и морски охлюви, различни видове миди, водорасли и морски анемони. В допълнение се виждат морски звезди, раци и гъби. Плажът оживява, когато започва прилива. Червеи и раци се заравят в пясъка, за да се скрият от птиците. Те трябва да ловуват, за да изхранват малките си. Приливът се отдръпва и животът замира в очакване на следващия прилив.

## В ролите
- Стивън Мъри като разказвача[2]

## Номинации
- Номинация за Оскар за най-добър късометражен документален филм от 1960 година.[3]